# Leptospirosis
La leptospirosis, también conocida como enfermedad de Weil (la forma aguda y grave de la enfermedad) o ictericia de Weill, es una enfermedad zoonótica bacteriana. Es una infección de la sangre que se propaga a otras partes del cuerpo. Corresponde a una enfermedad febril producida por la Leptospira interrogans, una bacteria del orden Spirochaetales de la familia Leptospiraceae. La bacteria afecta a humanos y una amplia gama de animales, incluyendo a mamíferos, anfibios, y reptiles. Los principales síntomas en la mayoría de los casos son fiebre, cefalea, dolores musculares, articulares y óseos, ictericia, insuficiencia renal, hemorragias y afectación de las meninges. Es una enfermedad zoonótica, manifestándose principalmente en épocas de lluvias e inundaciones y de amplia distribución mundial. La leptospira fue observada por primera vez en 1907 en una laminilla de una autopsia de tejido renal.
La leptospirosis es una zoonosis que padecen varios animales domésticos y silvestres; varía desde una afección inaparente hasta una enfermedad mortal. Las infecciones humanas aparecen por contacto directo con orina o tejidos de animales infectados, o bien de forma indirecta, por contacto con agua o tierra contaminadas. Las puertas de entrada habituales en el hombre son la piel erosionada y las mucosas expuestas (conjuntiva, nasal y oral). La infección aparece a cualquier edad. La leptospirosis puede ser una enfermedad profesional (granjeros, trabajadores de cloacas, mineros, personal militar, veterinarios y otra profesionales quienes trabajan con animales), pero la mayoría de los pacientes se exponen de manera accidental durante actividades recreativas (por ejemplo nadar en agua contaminada). Otras fuentes son los perros y las ratas y los lugares contaminados con su orina (cloacas, sótanos...). Los casos declarados en EE. UU. aparecen sobre todo al final del verano o al comienzo del otoño.
La leptospirosis es una de las zoonosis más comunes y un importante problema de salud pública, aunque se desconoce la prevalencia real de esta enfermedad. La infección es comúnmente transmitida a humanos cuando el agua que ha sido contaminada por orina animal se pone en contacto directo con lesiones en la piel, ojos o por las mucosas. En zonas no tropicales, los casos de leptospirosis son estacionales, donde la mayoría ocurren entre agosto y septiembre o entre febrero y marzo.

## Signos y Síntomas
Los síntomas de leptospirosis pueden desarrollar desde dos días a cuatro semanas siguiendo exposición a la bacteria. En la mayoría de los casos, la presentación de leptospirosis es bifásica (tiene dos etapas). La primera fase es la fase aguda durando alrededor de una semana. Los síntomas en esta fase pueden incluir:
- inicio repentino de síntomas similares a los de la gripe,
- fiebre,
- escalofríos,
- dolores de cabeza,
- dolores musculares, y
- vomitando.[14][13]

Muchas personas (~90%) no progresan a la fase segunda si el sistema inmune puede limpiar la infección/matar la bacteria. Si una persona progresa a la fase segunda, los signos y síntomas pueden incluir:
- fiebre,
- ictericia,
- meningitis,
- dolor abdominal, y
- diarrea.[14][13]

En los casos más graves, estas fases pueden ser indistintas, y también pueden incluir insuficiencia de órganos (especialmente los riñones, el hígado, los pulmones, y el corazón). Hay mucha variación en la presentación de leptospirosis: en el 90% de los casos los signos/síntomas se resuelven espontáneamente, pero en el otro 10% de los casos se desarrollan las formas muy graves y potencialmente letal.

## Epidemiología

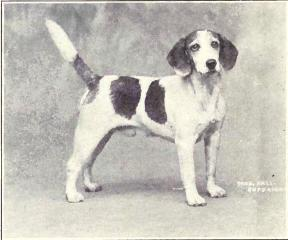
El perro constituye el único reservorio conocido de Leptospira interrogans serovar Canicola; además puede actuar como reservorio de los otros serovares.

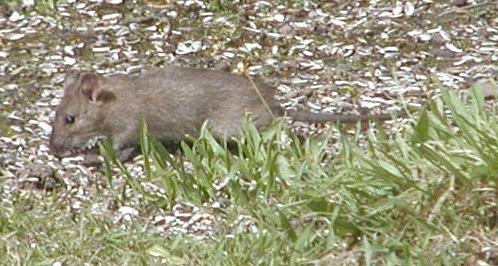
La rata común (Rattus norvegicus) es principal reservorio de Leptospira interrogans serovar Icterohaemorrhagiae.

Los patrones característicos de la transmisión de la leptospirosis son de tipo epidémico, endémico y esporádico. Los factores más importantes para la aparición de leptospirosis epidémica, son las lluvias estacionales y con ellas las inundaciones. Factores importantes para la transmisión endémica lo constituyen el entorno húmedo tropical y las deficiencias higiénicas que ocasionan infección por roedores y poblaciones no controladas de perros. La leptospirosis esporádica, se acompaña de contacto del ser humano con entornos contaminados en diversos sitios: en el trabajo (veterinarios, limpiadores de albañales, y trabajadores de rastro), en callejones y barriadas pobres y desagües, durante viajes de aventura, y otras actividades sin relación laboral, al aire libre, y durante ejercicios de entrenamiento militar en regiones endémicas. La infección por leptospira no se produce por inhalación, y la leptospirosis es una causa inusual, de infección adquirida en el laboratorio. Los varones son afectados más a menudo clínicamente que las mujeres.
La bacteria sobrevive largo tiempo en el agua o en ambientes húmedos y templados, produciéndose más casos en verano y a comienzos del otoño. La bacteria ocasionada por orina de ratón en el agua, se encuentra en inundaciones, lluvias después de huracanes contaminadas que pueden ocasionar la muerte. La infección es transmitida también por animales contagiados a personas, no se transmite de persona a persona.

### Distribución mundial
Leptospirosis es observada en todos los continentes excepto en la Antártida. Las áreas más afectadas son Asia, Oceanía, el Caribe, América Latina y África. En los EEUU, hay 100 a 150 casos por año y los casos de leptospirosis confirmados o sospechados deben ser reportado a los CDC.

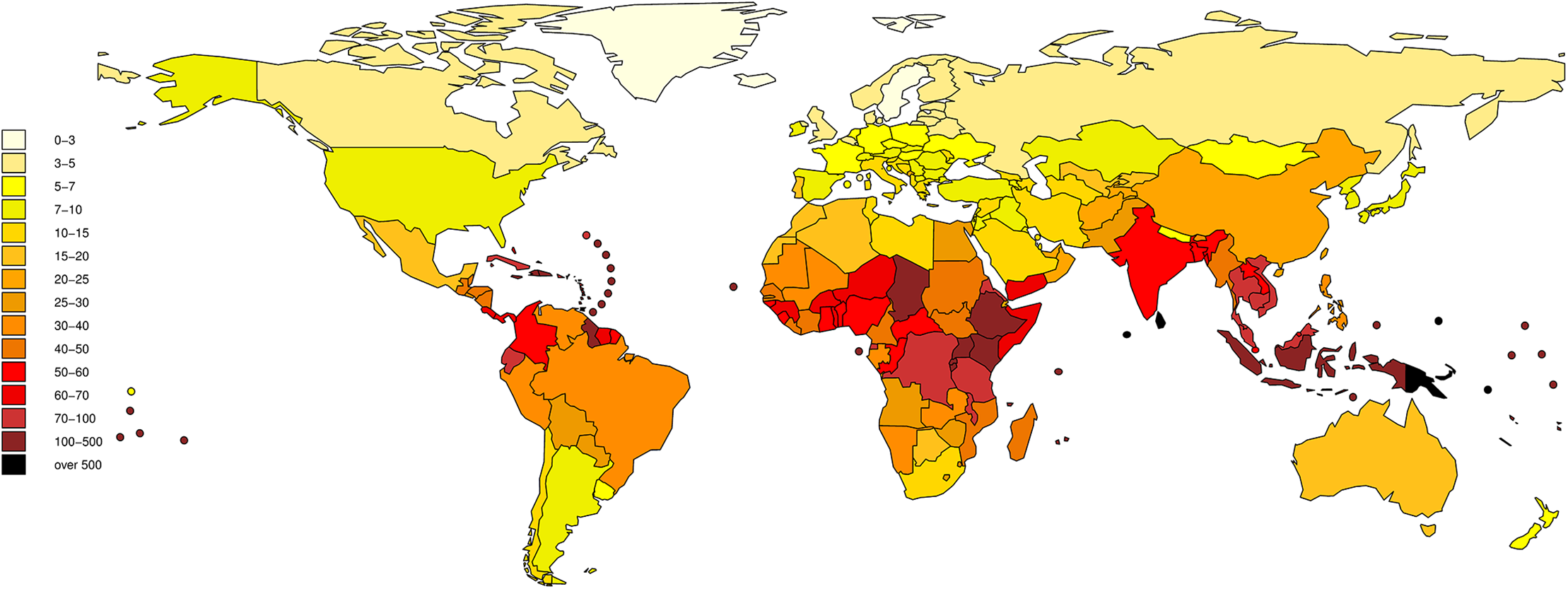
Carga mundial de leptospirosis calculada como Años de vida ajustados por discapacidad (AVAD) perdidos por cada 100.000 personas por año

Por lo general, las tasas mundiales de leptospirosis se han subestimado porque la mayoría de los países afectados carecen de notificación o la notificación no es obligatoria.

## Factores de riesgo
Ocupaciones que requieren contacto directo con animales infectados, tales como:
1. Granjeros
2. Médicos Veterinarios
3. Empleados de mataderos
4. Profesionales de control de plagas

Ocupaciones que implican contacto indirecto con animales infectados o sus secreciones, por ejemplo:
1. Trabajadores de saneamiento
2. Mineros
3. Militares
4. Trabajadores agrícolas

Actividades que pueden ocasionar exposición prolongada al suelo o agua contaminados, como:
1. Caza
2. Natación en agua dulce
3. Deportes acuáticos en agua dulce, como kayak, triatlón o rafting.

Factores locales y ambientales que incluyen:
- Viajes o residencia en áreas de alta prevalencia, especialmente durante la temporada de lluvias.
- Entorno poco saludable, como vivir en áreas marginales.

Referencias 
Kamath R, Swain S, Pattanshetty S, Nair NS. Studying risk factors associated with human leptospirosis. J Glob Infect Dis. 2014 Jan;6(1):3-9. doi: 10.4103/0974-777X.127941. PMID: 24741223; PMCID: PMC3982353.

## Etiología (Causa)
L. interrogans es una bacteria aerobia con varios serotipos, diferenciados por pruebas de aglutinación (una serie de muestras sanguíneas); de estos serotipos hay dos principales: uno que solo infecta a los animales domésticos, no se transmite al hombre y es combatido mediante la vacunación.

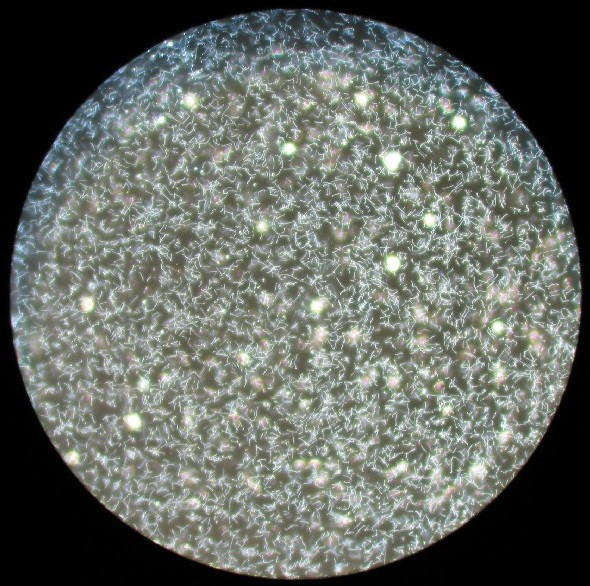
La Leptospira magnificada por 200x

Los diferentes serotipos de Leptospira pueden ser causantes de diversos síndromes clínicos conocidos como fiebre del cieno, enfermedad de los porquerizos, síndrome de Fort Bragg o fiebre pretibial, enfermedad de Weil, fiebre canícola y fiebre otoñal. Por esta razón se aplica el término Leptospirosis a todas las manifestaciones clínicas producidas por este microorganismo independientemente de su serotipo.

### Bacteria
L. interrogans es una espiroqueta bacteria. Es gram-negativa y tiene lipopolisacárido en la superficie de la membrana celular externa, pero el peptidoglucano está más cerca de la membrana celular interna que otras bacterias gram-negativas. También Leptospira tienen un flagelo usado por movimiento estilo sacacorchos. La composición del lipopolisacárido se usa para determinar el serotipo de los especies de Leptospira.

## Patogenia
El microorganismo entra en el hospedero por las lesiones en la piel o por las mucosas, después de una multiplicación transitoria en partes del cuerpo acaba estableciéndose en el riñón e hígado, transmitiéndose a otros huéspedes mediante el contacto con la orina del individuo infectado.
La infección se produce por contacto directo con la orina o los tejidos del animal infectado o por medio del agua o el suelo contaminado.
Se observa ictericia, hemorragia cutánea, fiebre, escalofrío y dolor muscular. Tiene una mortalidad muy elevada.
En el ser humano se manifiesta mediante un ciclo similar al que ocurre en otros huéspedes, la bacteria entra al organismo huésped por la piel o mucosas, se disemina por la sangre atacando diversos órganos y se elimina por la orina, siendo el contacto con ella, un medio de transmisión.

## Cuadro clínico
El período de incubación es de 7-12 días (máximo de 2 a 20 días).
En esta primera fase la enfermedad se muestra con síntomas similares a los del resfriado común, una presentación clínica que es muy similar al dengue, fiebre amarilla, malaria, influenza y muchas otras enfermedades tropicales, caracterizada por fiebre, dolor de cabeza y dolor muscular, haciendo que ese período inicial sea difícil de diagnosticar y orientar un tratamiento oportuno.
Luego de esta fase y de un periodo sin molestias, puede seguir una fase de mayor gravedad de la enfermedad, dependiendo del grupo serológico bacteriano, presentándose otros síntomas como:
irritación conjuntival, irritación meníngea, rigidez de nuca, insuficiencia renal, ictericia, hemorragias intestinales o pulmonares, arritmia o insuficiencia cardíaca o dificultad para respirar.
La enfermedad dura desde unos pocos días hasta tres o más semanas, dependiendo de su gravedad. La mayor parte de los infectados presentan solo una primera fase, presentando molestias leves o no presentado ningún tipo de molestias. La segunda fase puede ser grave y, si no es tratada debidamente puede provocar una recuperación lenta (meses), más raramente daños renales e incluso en casos extremos la muerte.
Los animales que se tratan o que desarrollan una respuesta inmune adecuada, suelen sobrevivir, pero si no se tratan suelen desarrollar enfermedad renal y hepática crónicas. Puede darse en animales de cualquier edad, sexo o raza, y no siempre produce síntomas.
La infección puede ser más o menos aguda y en general algunos de los síntomas que pueden aparecer son falta de apetito (no comen ni beben), depresión, fiebre, vómitos y hemorragias, lo que puede conducir a la muerte.
En casos menos agudos, puede llegar a producir alteración hepática y renal, junto con conjuntivitis y signos respiratorios (tos, dificultad respiratoria, etc.). Si superan esta infección, pueden desarrollar alteraciones hepática y renal crónicas.
Puede tornarse la tez de color amarillo, esta enfermedad causa una fuerte ictericia, dolor de cabeza, escalofríos, anemia y a veces erupción; el periodo de incubación de la enfermedad es de 15 días, pudiendo ser de 8 a 32 días.

## Diagnóstico
El diagnóstico de la leptospirosis comprende el diagnóstico clínico, bacteriológico, molecular y
serológico. El aspecto clínico presenta variadas manifestaciones según especie y edad. El diagnóstico
bacteriológico intenta detectar al agente etiológico. El diagnóstico molecular detecta el ADN del microorganismo, y el serológico investiga la presencia de anticuerpos.

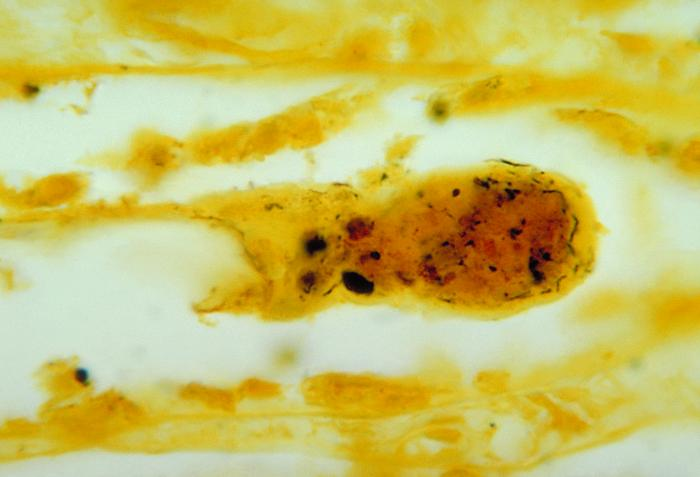
Muestra de tejido renal que revela Leptospira bacteria utilizando técnica de Tinción argéntica

Los estudios bacteriológicos identifican al microorganismo por métodos directos, mediante la
observación en microscopio de campo oscuro, coloraciones argénticas, aislamiento del agente en cultivos especiales, inoculación en animales de laboratorio, inmunofluorescencia directa e
inmunohistoquímica.
El aislamiento es el diagnóstico confirmatorio y para su intento se cultivan fluidos y órganos en los medios especiales para leptospira (Fletcher, EMJH) Los medios sembrados son llevados a estufa de 29 °C y observados bajo microscopia de campo oscuro. El diagnóstico molecular es útil para detectar leptospiras, sobre todo en materiales contaminados o de difícil aislamiento, o cuando las leptospiras no están viables. La PCR (polimerasa chain reaction) identifica el ADN de manera específica con elevada sensibilidad y en corto período a cualquier material clínico. La PCR tiene como ventajas la confirmación rápida del diagnóstico en la fase inicial de la enfermedad y la detección del ADN del microorganismo, no dependiendo de la viabilidad del agente.
Esta es una técnica muy sensible, pero la combinación de dos métodos directos de diagnóstico es
mejor y debe ser asociado a la microaglutinación (MAT). El punto crítico de la técnica PCR es la etapa de extracción del ADN, debiéndose ajustar a los
diferentes tejidos y fluidos.
El diagnóstico serológico es el diagnóstico más solicitado en caso de sospecha de leptospirosis. Los
métodos utilizados son indirectos; hay diferentes técnicas de tamizaje y una técnica de confirmación. Los métodos de screening son prácticos, económicos y detectan anticuerpos en fase temprana. Pero tiene como desventaja, que no permiten determinar serovariedad, no miden la cinética de los anticuerpos y son menos específicos. La técnica ELISA es útil para el diagnóstico temprano ante cuadros inespecíficos como leptospirosis, detecta infecciones recientes, es sensible y tiene buena concordancia con MAT.
La MAT es la prueba de referencia (gold standard), pero se necesita personal entrenado, mantener el cepario y un chequeo del antígeno. Si bien se puede realizar MAT en diferentes tipos de muestra, suero sanguíneo, lácteo, orina, líquido cefalorraquídeo, humor acuoso; la muestra de elección es el suero sanguíneo. La titulación inicial en la MAT es 1/50 en humanos,1/100 en equinos, ovinos, porcinos, caprinos, caninos y 1/200 en bovinos. Realizándose en los sueros que dan positivo diluciones en progresión geométrica 2 para llegar a titulación final.
Se puede dar un diagnóstico diferencial entre leptospirosis y la fiebre de Zika.

### Criterios de diagnóstico
Según La Organización Mundial de la Salud y La Organización Panamericana de la Salud, el diagnóstico de leptospirosis debe ser considerado si una persona se desarrolla los síntomas de fiebre, escalofríos, inyección conjuntival, dolores de cabeza/músculos, y ictericia. También debe considerar otras factores como si se vive, se viaja, o se trabaja en una área endémica o si hay otras factores de riesgo como exposición a animales. Si hay sospecha de leptospirosis, el diagnóstico final se hace con pruebas confirmatorias como PCR, MAT, ELISA, o detección en tejidos.

## Tratamiento
Los antibióticos de elección son penicilina 1,5 MUI c/6 horas i/v o tetraciclinas, preferentemente doxiciclina 100 mg c/12 h por vía oral, durante 7 días. Además del tratamiento específico con antibióticos, son necesarias las medidas sintomáticas, la corrección de las alteraciones hemodinámicas, del equilibrio hidroelectrolítico, la asistencia renal y otras medidas de soporte vital.
El tratamiento es controvertido, pero predomina la tendencia a aplicarlo lo más precozmente, en los primeros 4 días, individualizado y el de elección sigue siendo la penicilina, a pesar de la reacción de Jarisch-Herxheimer, predomina la utilización de dosis no muy altas de penicilina, de 10 millones de unidades diarias de penicilina cristalina en las formas graves. La Tetraciclina y penicilina G suelen utilizarse clínicamente, aunque los estudios de laboratorio sugieren que la actividad bactericida de la penicilina G puede ser inadecuada, recomendándose la doxiciclina. Con un cuadro clínico de leptospirosis sin evidencia epidemiológica se debe instaurar tratamiento, pues puede haberse infectado el paciente por el consumo de agua no tratada y por alimentos contaminados, fundamentalmente frutas y vegetales. La doxiciclina es la droga de elección en alérgicos a la penicilina y en las formas leves o moderadas de la enfermedad y se utiliza en la quimioprofilaxis de la enfermedad.
Algunos programas nacionales, norma la instauración del tratamiento con penicilina e ingreso domiciliario en los pacientes con formas leves de la enfermedad exceptuando niños, mujeres embarazadas y ancianos que recibirán el tratamiento en el hospital y contempla su aplicación según el estado del paciente en el momento del ingreso.
En los casos graves administrar en las primeras 72 horas 10 millones de UI de penicilina cristalina por vía EV, en dosis fraccionadas cada 4 o 6 horas y posteriormente continuar con penicilina cristalina 1 millón de UI por vía IM cada 6 horas durante 7 días. También norma para casos benignos: 1 millón de UI de penicilina cristalina cada 6 horas durante las primeras 72 horas y continuar con 1 millón de UI de penicilina rapilenta cada 12 horas durante 7 días. En adultos alérgicos a la penicilina se administrará 500 mg de tetraciclina por vía oral cada 6 horas eritromicina 500 mg e.v c/6 horas, doxiciclina 100 mg oral dos veces al día, cefalosporinas de tercera generación como el ceftriaxona 1-2 g e.v día. Se han realizados estudios en las leptospirosis severa, comparándose el ceftriaxona con la penicilina G sódica y ambos medicamentos son igualmente efectivos en la leptospirosis severa. También se utiliza la tetraciclina 500 mg ev c/6 horas (si no hay daño hepático ni renal), cloranfenicol y la estreptomicina. Ha sido reportado también, la utilización de azitromicina.
El tratamiento preventivo, de los grupos de riesgos ocupacionales, debe realizarse mediante la aplicación de la vacunación y el cumplimiento de las normas sanitarias y la utilización de los medios de protección al trabajador.